# Рахиня (гміна)
Ґміна Рахиня — об'єднана сільська ґміна Долинського повіту Станиславівського воєводства Польської республіки в 1934–1939 рр. Центром ґміни було село Рахиня.
Ґміну Рахиня було утворено 1 серпня 1934 р. у межах адміністративної реформи в ІІ Речі Посполитій із тогочасних сільських ґмін: Белеїв, Гофнунґзау, Надіїв, Рахиня, Слобода-Долинська, Солуків, Тростянець, Велика Тур'я і Якубів.
17 січня 1940 року ґміна була ліквідована, а територія увійшла до новоствореного Долинського району[джерело?].
Гміна (волость) була відновлена на час німецької окупації з липня 1941 р. до липня 1944 р., до неї було приєднане село Яворів зі ґміни Вигода, адміністративний центр перенесено в Тростянець і перейменовано на ґміну Тростянець. На 1 березня 1943 року населення ґміни становило 9 768 осіб..